# Jirō Minami

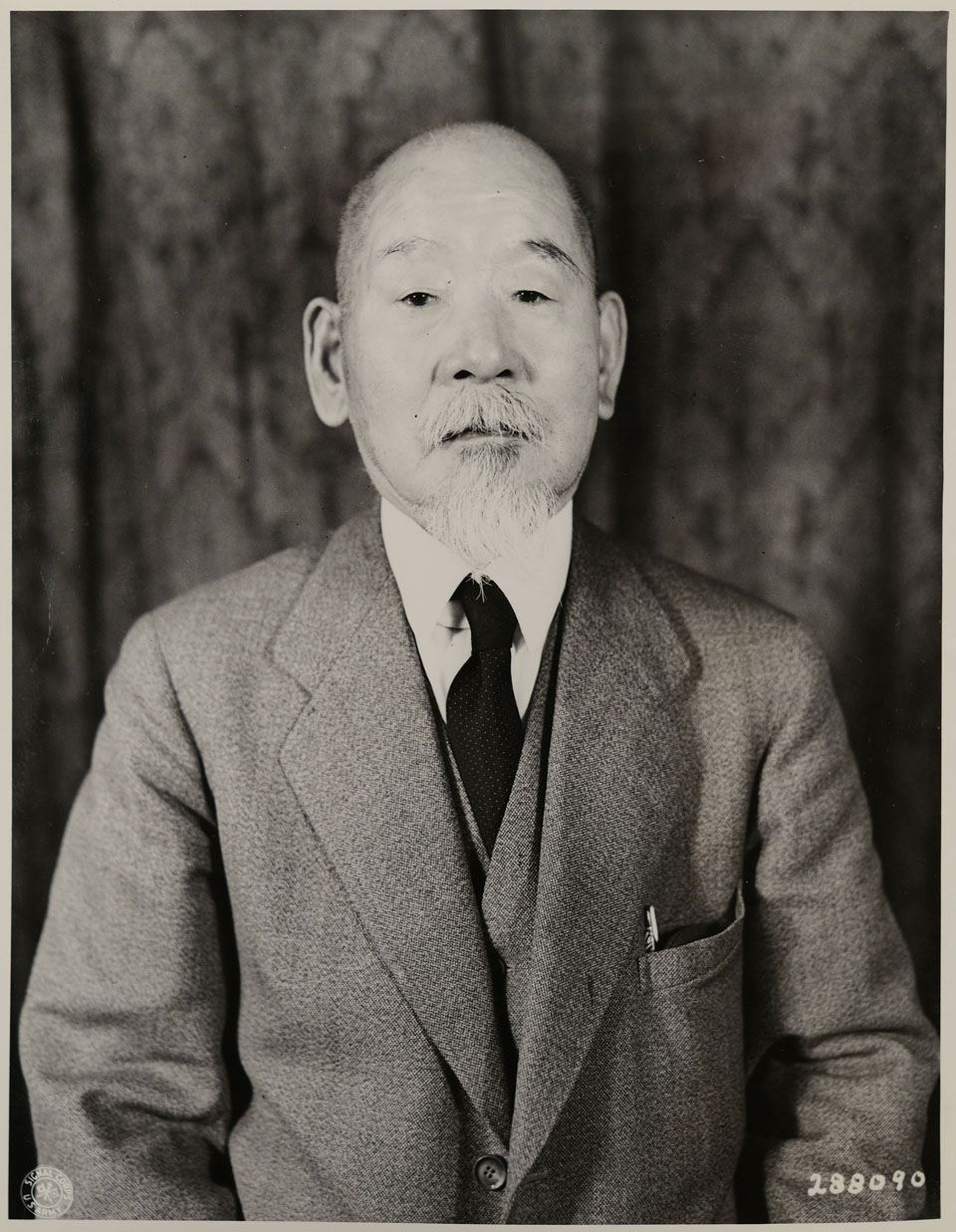
Jirō Minami

Jirō Minami (南 次郎), né le 10 août 1874 à Hiji dans la préfecture d'Ōita au Japon et décédé à l'âge de 81 ans le 5 décembre 1955 à Tokyo, est un général de l'armée impériale japonaise qui fut gouverneur-général de Corée de 1936 à 1942.

## Biographie
Né en 1874 dans une ancienne famille samouraï de Takada dans la préfecture d'Ōita, Minami arrive à Tokyo pour étudier et est finalement accepté à l'académie de l'armée impériale japonaise. Il devient second lieutenant dans la cavalerie en 1895.
Durant la guerre russo-japonaise, Minami est membre de l'état-major et commandant du 1er régiment de cavalerie qui participa au siège de Port-Arthur. Il est promu major en 1905 et commande le 13e régiment de cavalerie durant la Première Guerre mondiale de 1914 à 1917. Minami devient le chef de la section de cavalerie au ministère de la Guerre de 1917 à 1919.
En 1919, Minami est promu au rang de général de brigade. Il commande la 3e brigade de cavalerie de 1921 à 1923, puis l'école de cavalerie de 1922 à 1923 et dirige l'école de l'armée impériale japonaise de 1923 à 1924.
Minami est promu général de division et commande la 16e division de 1926 à 1927. Après avoir servi comme vice-chef de l'état-major de l'armée impériale japonaise de 1927 à 1929, il devient commandant en chef de l'armée japonaise de Corée de 1929 à 1930. Il est promu général de corps d'armée en 1930.
De retour au Japon, Minami devient ministre de la Guerre dans le gouvernement de Wakatsuki Reijirō en 1931. Pendant cette fonction, il envoie le général de brigade Yoshitsugu Tatekawa en Mandchourie pour lutter contre le comportement militariste de l'armée du Guandong mais l'incident de Mukden aggrave les relations sino-japonaises avant que Tatekawa ne puisse agir. Minami est ministre de la Guerre durant l'incident d'octobre.
Minami est membre du conseil suprême de guerre de 1931 à 1934. Il commande ensuite l'armée du Guandong de 1934 à 1936 en même temps qu'il est l'ambassadeur japonais au Mandchoukouo.
Minami est placé dans les réserves en 1936, après l'incident du 26-Février, et il force sa retraite du service actif.
En 1936, Minami devient cependant le 8e gouverneur-général de Corée jusqu'en 1942. Son mandat en Corée est marqué par une approche plus radicale que celle de ses prédécesseurs avec un retour sur les réformes libérales des années 1920. De plus, Minami rend illégal l'usage de la langue coréenne par les journaux et entame la politique du Sōshi-kaimei (remplacement des noms coréens par des noms japonais).
Après son mandat en Corée, Minami devient membre du conseil privé de 1942 à 1945 et obtient un siège à la chambre des pairs de la diète du Japon en 1945.
Après la défaite de 1945, il est arrêté par les forces alliées pour être jugé par le tribunal militaire international pour l'Extrême-Orient. Il n'est condamné que d'une accusation sur vingt-sept, celle d'avoir codécidé les crimes d'agression contre la Chine, surtout parce qu'il était ministre de la Guerre au moment de l'incident de Mukden. Il est cependant acquitté pour crimes d'agression contre les États-Unis, le Commonwealth britannique et les Pays-Bas et est acquitté de deux charges d'abus de prisonnier. Il est condamné à la prison à perpétuité mais est libéré sur parole en 1954 pour raisons de santé. Il meurt un an plus tard.

## Source de la traduction
- (en) Cet article est partiellement ou en totalité issu de l’article de Wikipédia en anglais intitulé « Jirō Minami » (voir la liste des auteurs).
- Notices d'autorité :   - VIAF
  - ISNI
  - LCCN
  - Japon
  - WorldCat